# Matheus de Wit
Matheus de Wit (Holambra, 28 mei 1995) is een Nederlands voetballer die speelt als linksback. In juli 2015 verliet hij FC Twente.

## Clubcarrière
De Wit werd net als zijn ouders geboren in Brazilië, maar hij verhuisde als kind naar Nederland. Sinds 2011 is de verdediger actief in de opleiding van FC Twente. De Wit debuteerde voor de beloften in de Eerste divisie op 2 februari 2015, toen in De Grolsch Veste met 4–1 werd gewonnen van RKC Waalwijk. Hij mocht van coach Jan Zoutman in de tweede helft invallen voor Dico Koppers. In de zomer van 2015 leverde een stage bij Go Ahead Eagles geen contract op. In december van dat jaar keerde hij terug naar Brazilië om te gaan studeren. Hier speelde De Wit nog op amateurniveau. Met de club Jack Flores won hij eind 2018 het Campeonato Municipal de Futebol Amador.

## Clubstatistieken
| Seizoen | Club           | Competitie     | Competitie | Competitie | Beker | Beker | Internationaal | Internationaal | Totaal | Totaal |
| Seizoen | Club           | Competitie     | Wed.       | Dlp.       | Wed.  | Dlp.  | Wed.           | Dlp.           | Wed.   | Dlp.   |
| ------- | -------------- | -------------- | ---------- | ---------- | ----- | ----- | -------------- | -------------- | ------ | ------ |
| 2014/15 | Jong FC Twente | Eerste divisie | 2          | 0          | 0     | 0     | —              | —              | 2      | 0      |
| Totaal  | Totaal         | Totaal         | 2          | 0          | 0     | 0     | 0              | 0              | 2      | 0      |

Bijgewerkt op 5 januari 2021.